# نسل ساتوری

ساتوری در ژاپنی

نسل ساتوری (さとり世代 Satori Sedai)در زبان ژاپنی به جوانانی اطلاق میشود که ظاهراً به مرتبه روشنفکری بودایی رسیدند که از تمایلات مادی دست کشیده‌اند، اما در واقع به دلیل روندهای کلان اقتصادی از جاه طلبی و امید دست کشیدند. . عبارت حوالی سال 2010 همه‌گیر شد. نسل ساتوری خواستار پول, پیشرفت کاری, مصرف‌گرایی خودنمایانه, یا حتی سفر, تفریح و رابطه رمانتیک یا ارتباطات نیست و حتی مصرف الکلش نیز نسبت به نسل‌های قبل‌تر کمتر است. آن‌ها در یک دوره انتظار زندگی میکنند و NEET، مجرد انگل، هیکیکوموری و فری‌تر محسوب میشوند. نسل ساتوری در ژاپن به سختی معادل نسل سامپو در کره جنوبی قرار میگیرد و به گونه ای با نسل توت‌فرنگی در تایوان هم‌پوشانی دارد.

## لینک های خارجی
- ژنرال X؟ هزاره ها؟ راهنمای سریع گروه‌های نسل ژاپن